# Klíště obecné
Klíště obecné (Ixodes ricinus Linné, 1758) je roztoč patřící do čeledi klíšťatovití (Ixodidae). Živí se sáním krve na savcích, plazech nebo ptácích s typickým tříhostitelským cyklem. Klíšťata figurují jako přenašeči řady infekčních chorob, mezi nejfrekventovanější patří lymská borelióza a klíšťová encefalitida.

## Popis
Velikost samic se pohybuje od 3,5 do 4,5 mm (po nasátí i více než 1 cm), samečci měří 2,2 – 2,5 mm. Nymfy měří 1,3 až 1,5 mm. Larvy jsou menší než 1 mm. Tělo klíštěte se skládá z hlavové části (gnathosoma) a vlastního těla (idiosoma). Hlavovou část tvoří především dopředu směřujícím hypostom (chobůtek), chelicery a makadla. Hypostom je pokrytý četnými nazpět směřujícími háčky sloužícími k vlastnímu průniku kůží a k následné fixaci. Po stranách hypostomu jsou párové ostré chelicery umožňující proříznutí kůže hostitele v první fázi přisátí. V klidovém stavu je hypostom kryt přilehlými čtyřčlánkovými makadly, které se při průniku do kůže odklánějí do stran. Dospělci a nymfy mají 4 páry končetin, larvy mají pouze tři páry. Na chodidlech předních nohou se nachází tzv. Hallerův orgán, umožňující detekci CO2 – klíště díky němu dokáže vyslídit svou oběť.
Zatímco u samce je tělo kryté chitinizovaným hřbetním štítkem (scutum), u samice dosahuje štítek do jedné třetiny těla. Zbytek těla samice je tvořen měkkým varhánkovitě složeným, kožovitým útvarem zvaným alloscutulum. Ten může po nasátí krve zvětšit svůj objem až 300×. Samička pak získává podobu ricinového bobu (odtud druhové vědecké jméno). Řitní a pohlavní otvor je uložen na břišní straně.

## Výskyt
Vyskytuje se na většině území Evropy, na Blízkém východě a v malých oblastech Severní Afriky. Žije nejčastěji ve vlhkých lesích s bujným bylinným a keřovým patrem (např. lužní lesy), ale také na lesních okrajích a na vlhkých loukách. Regionům s výrazně teplým a suchým létem se spíše vyhýbá. Dříve byl jeho výskyt omezen na nížiny a středně položené oblasti, nyní se vyskytuje i ve výškách nad 750 m n. m.
Vyskytuje se i v městských parcích, kde je častější a infikovanější v přepočtu na plochu než v lesích. Městský tepelný ostrov také přispívá jeho větší aktivitě ve městě.

## Způsob života
Dospělá klíšťata se nejčastěji vyskytují v trávě vysoké od dvaceti centimetrů do jednoho metru na stoncích, popř. na nízkých keřících, kde uchycena za zadní nohy trpělivě čekají na procházejícího člověka či zvíře. Jakmile se člověk klíštěte dotkne, to se okamžitě reflexivně přichytí a posléze se zakotví pomocí ozubeného hypostomu v kůži. Proces sání trvá jeden až dva týdny. Klíště dokáže hladovět i déle než jeden rok.
Klíště má na svém malém tělíčku několik nepostradatelných struktur:
- Ochranný chitinový štít – díky němu je tak obtížné ho rozmáčknout
- Speciální smyslový orgán – díky němu vnímá přítomnost hostitele a dokáže ho vyhledat
- Tykadla – s jejich pomocí nalezne na těle nejvhodnější místo k uchycení a přisátí
- Kusadla – s nimiž prořezává pokožku hostitele
- Sosáček se zpětnými háčky – umožňuje sání a velmi pevné přichycení k hostiteli

## Rozmnožování
Dospělí samci již nepřijímají potravu – jen vyhledávají zvíře, na kterém najdou samici k páření. Samice pak naklade do půdy 1000–3000 vajíček. Šestinohé larvy hned hledají drobná zvířata (ještěrky, ptáky) a několik dní na nich sají. Potom se promění v osminohé nymfy a přisají se na další oběti. Po druhém cyklu po přijímání potravy dospějí. Za příznivých okolností trvá vývoj klíštěte jeden až dva roky.

### Vývojový cyklus klíštěte
Klíšťata vyskytující se v České republice musí obvykle vystřídat tři hostitele, než se promění v dospělého jedince. Délka vývojového cyklu klíštěte závisí na konkrétních podmínkách, pohybuje se v rozmezí jednoho až čtyř let. Protože během léta se klíšťata většinou „převlékají“ z jednoho vývojového stadia do druhého, nacházíme jich nejvíce přisátých během jara a na podzim.

## Onemocnění přenášená klíšťaty
Klíště obecné není jen parazit sající krev, ale může také přenášet nebezpečné nemoci. Jediným vývojovým stadiem klíštěte, kdy parazit nemůže žádnou nemoc přenášet, je larva, neboť larvy se líhnou vždy zdravé a v této fázi se mohou pouze nakazit samy z krve hostitele. Z hlediska rizika přenosu nemocí je tudíž kousnutí larvou klíštěte neškodné. Klíšťata ve vyšších vývojových stádiích již přenášejí celou řadu nebezpečných infekčních chorob – boreliózu, klíšťovou encefalitidu a ehrlichiózu. Všechny tyto choroby mohou vést k trvalému těžkému poškození zdraví, příležitostně dokonce i ke smrti. Infikovaná klíšťata, která mohou roznášet původce těchto nemocí, se vyskytují po celé České republice. Nicméně existují oblasti s vyšším rizikem infekce.
Přenášejí však i další druhy patogenních mikroorganismů, které způsobují vážné infekční choroby jako např. babéziózu, bartonelózu nebo tularémii. 
Dále byly nalezeni původci Q-horečky (Coxiella burnetii), listeriózy (Listeria monocytogenes), erysipelu (u prasat známém jako červenka) (Erisypelothrix rhusiopathiae), ehrlichiózy (Anaplasma phagocytophila) a další. 

## Obrázky

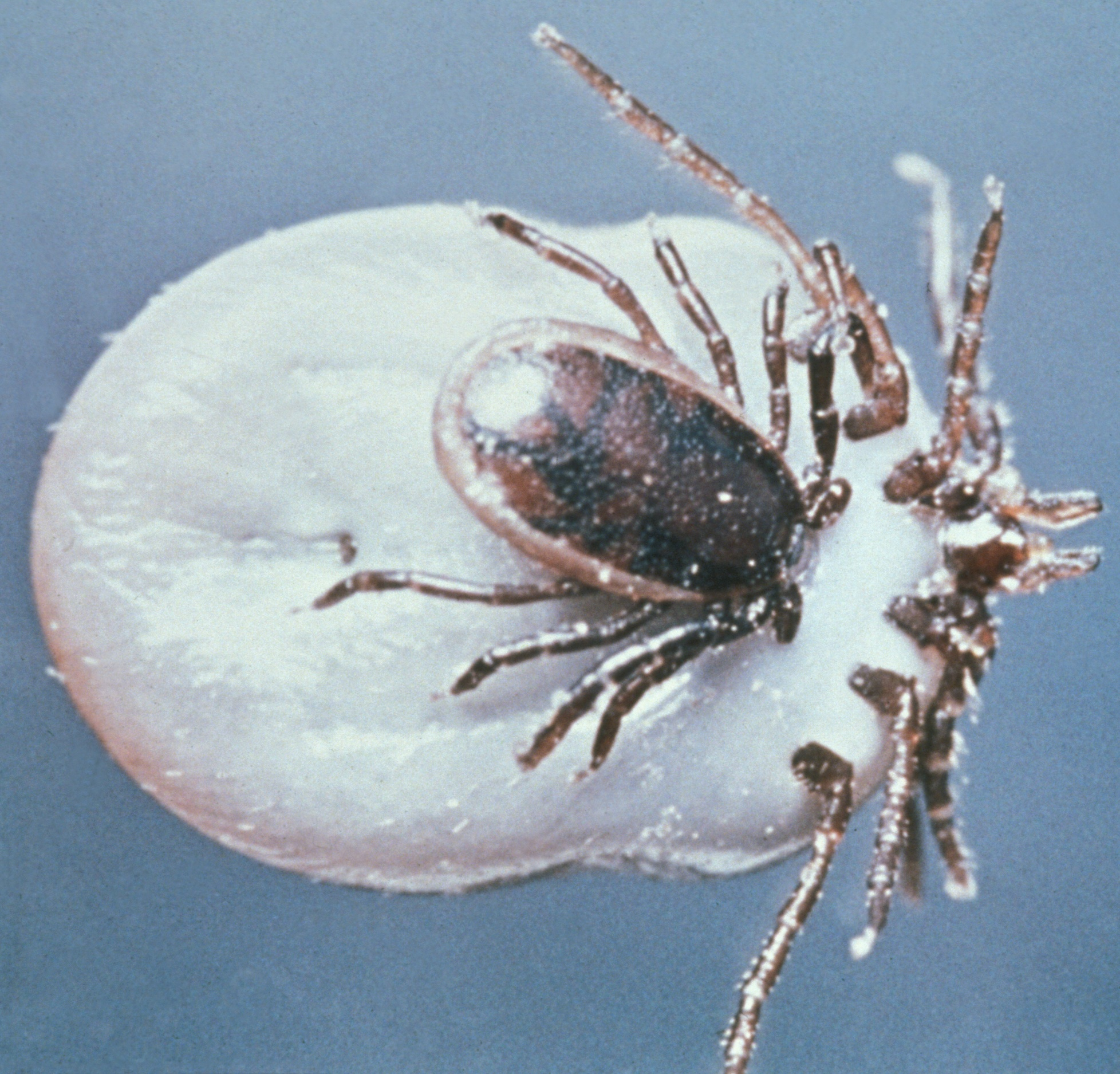
Kopulace klíšťat (bílá samička)
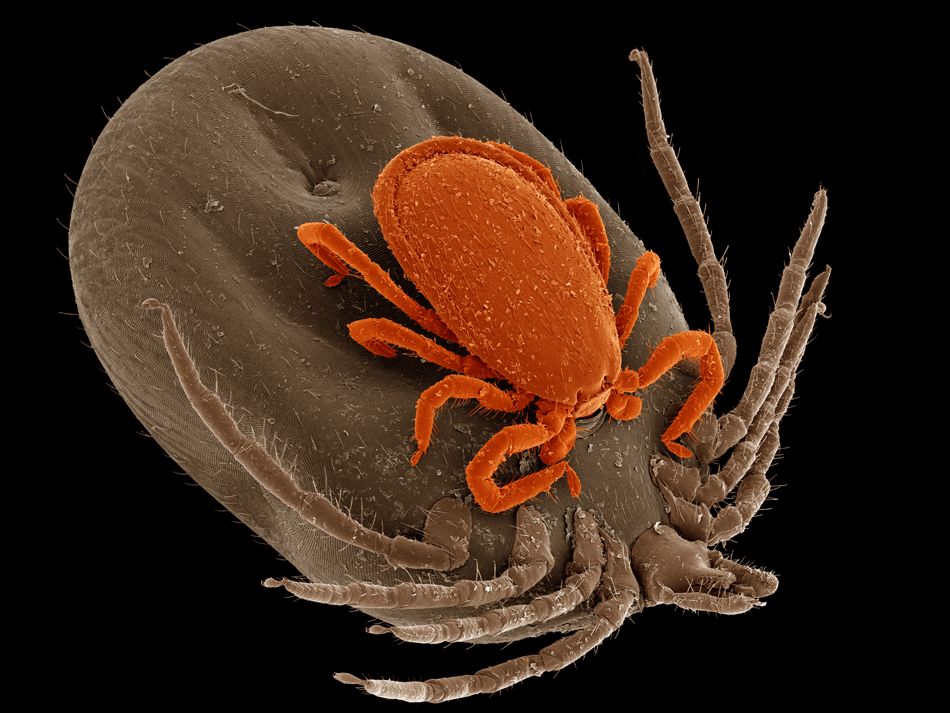
Pár při kopulaci - kolorovaný snímek z elektronového mikroskopu
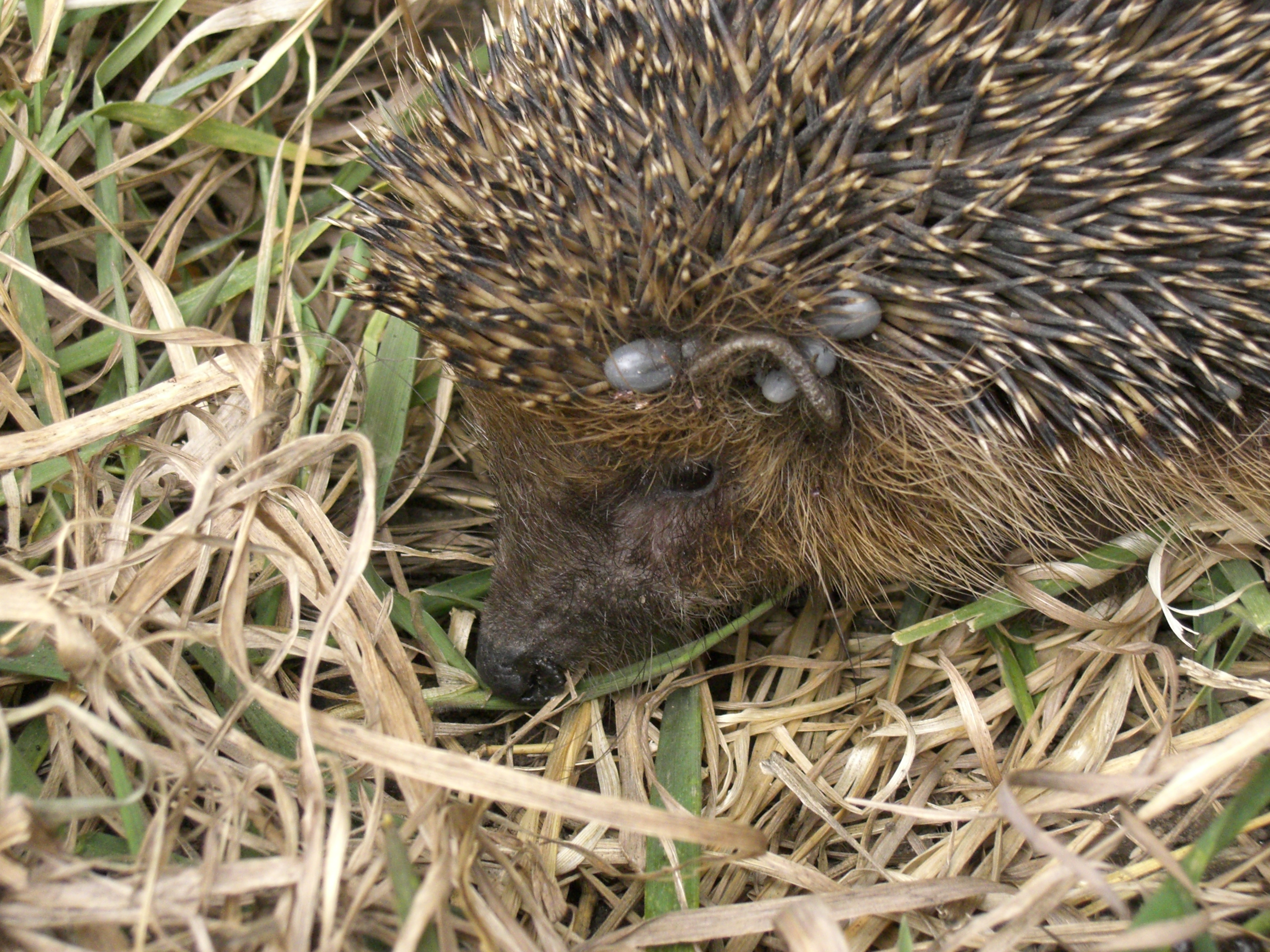
Několik přisátých klíšťat na ježkovi
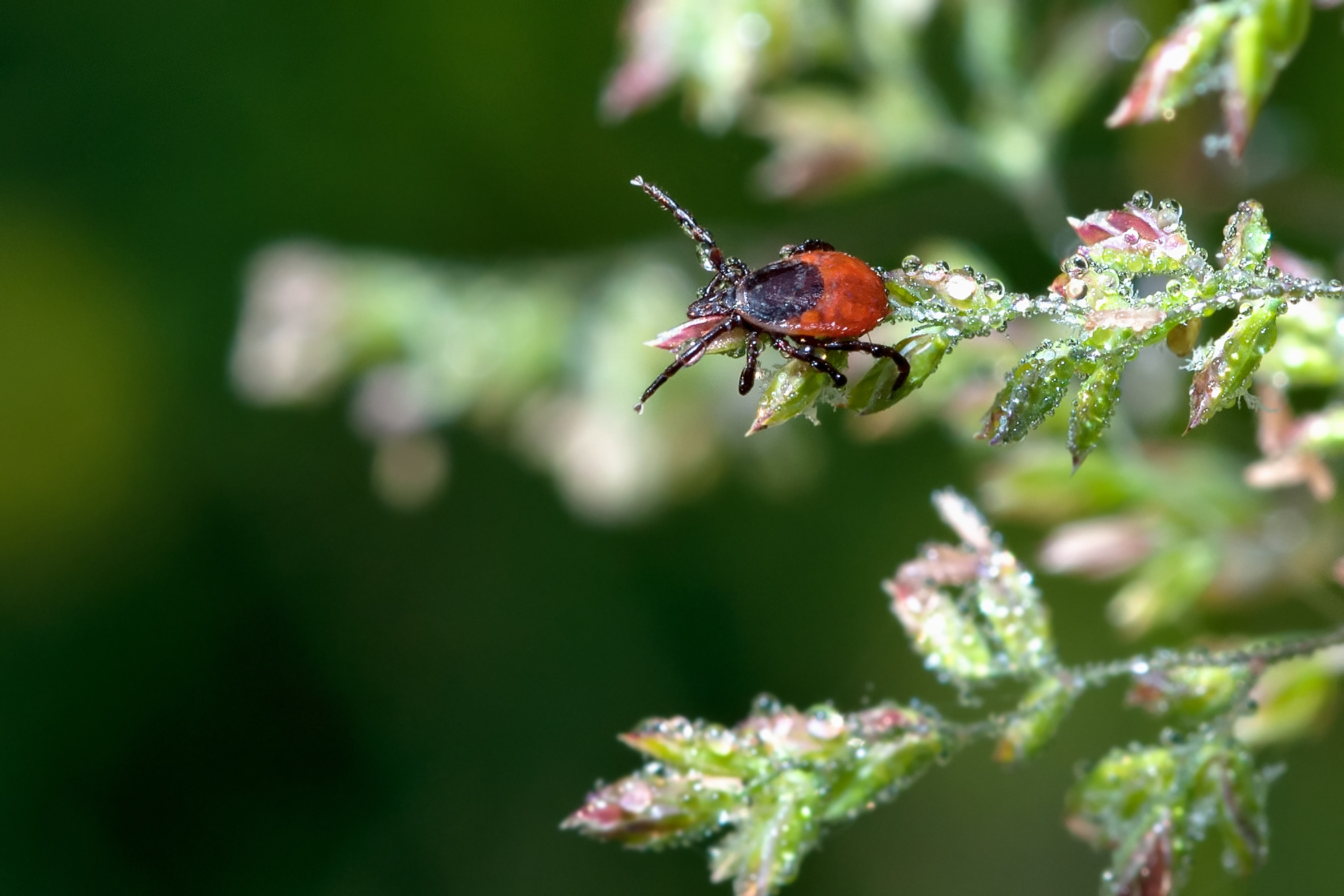
Klíště vyčkávající na vegetaci
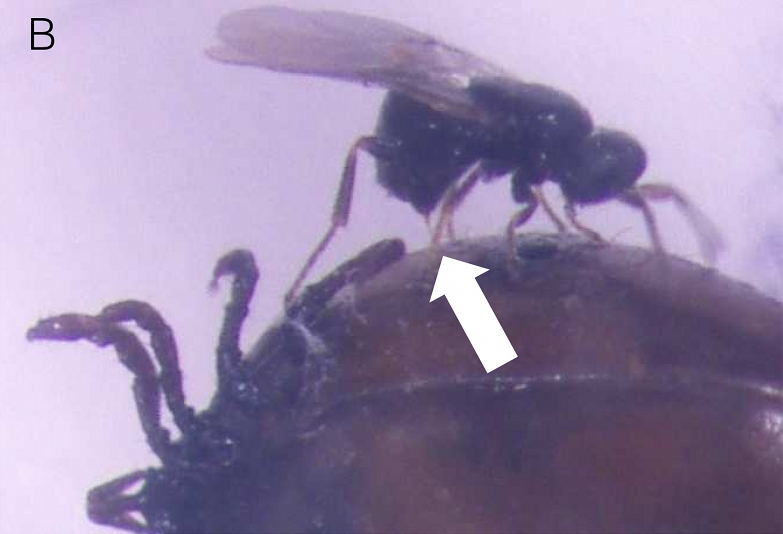
Parazitická chalcidka Ixodiphagus hookeri klade vajíčka do klíštěte.
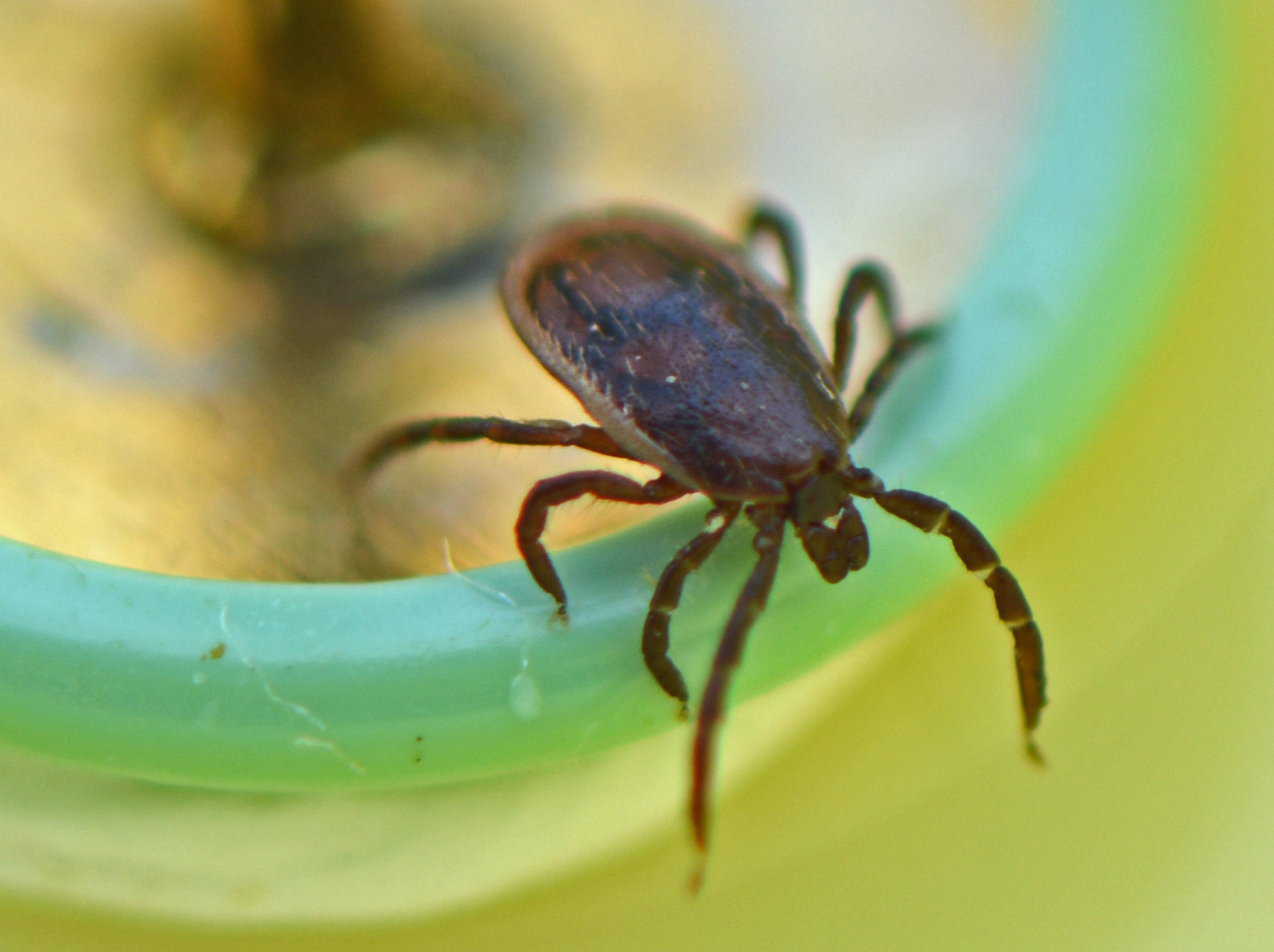
Samec
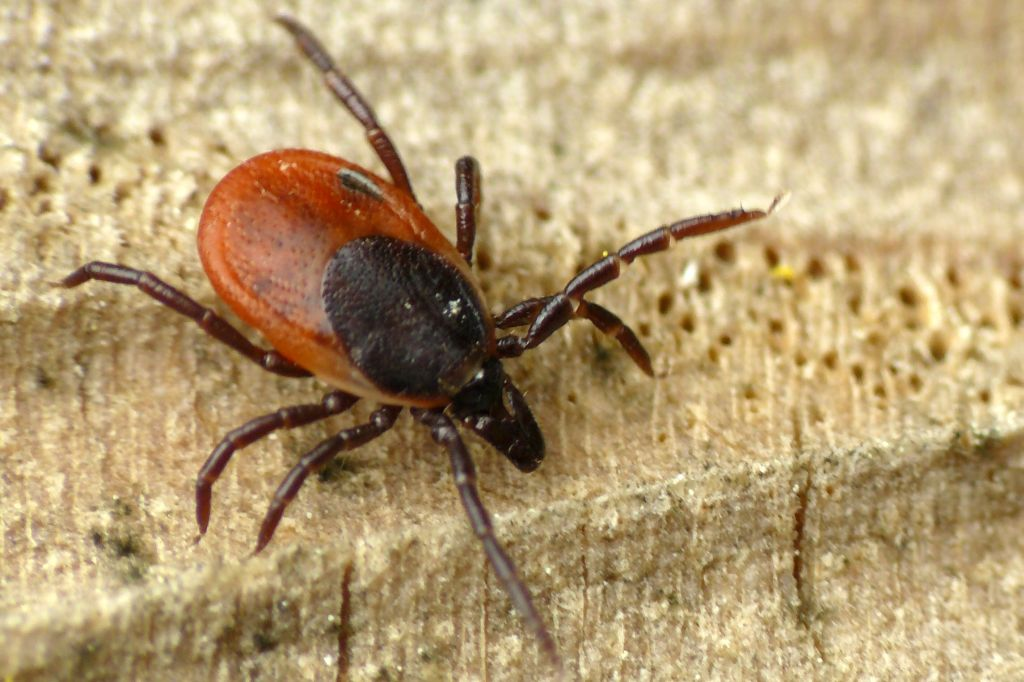
Samice
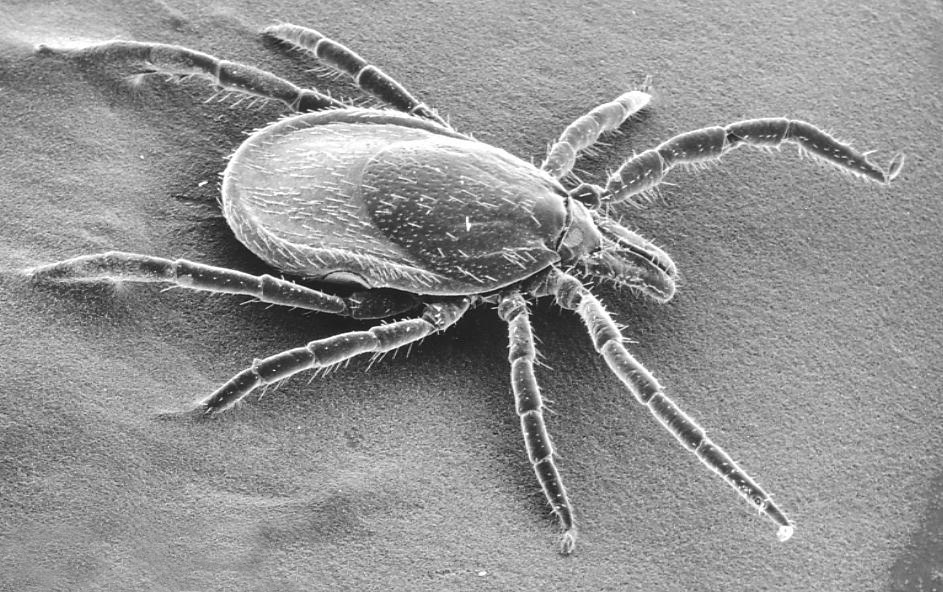
Samice - elektronový scan
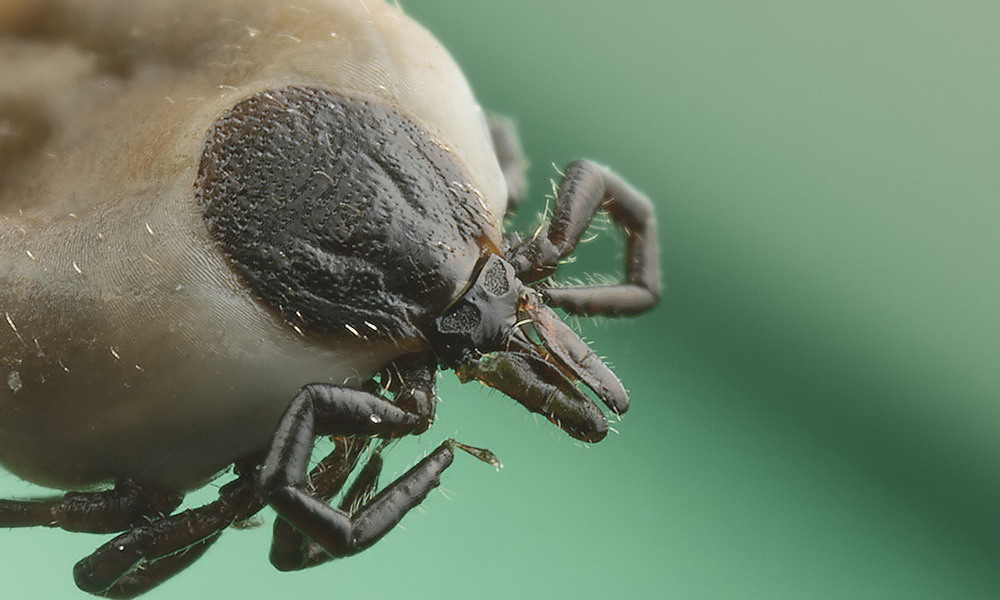
Detail hlavy a ústního ústrojí